# Blénod-lès-Pont-à-Mousson

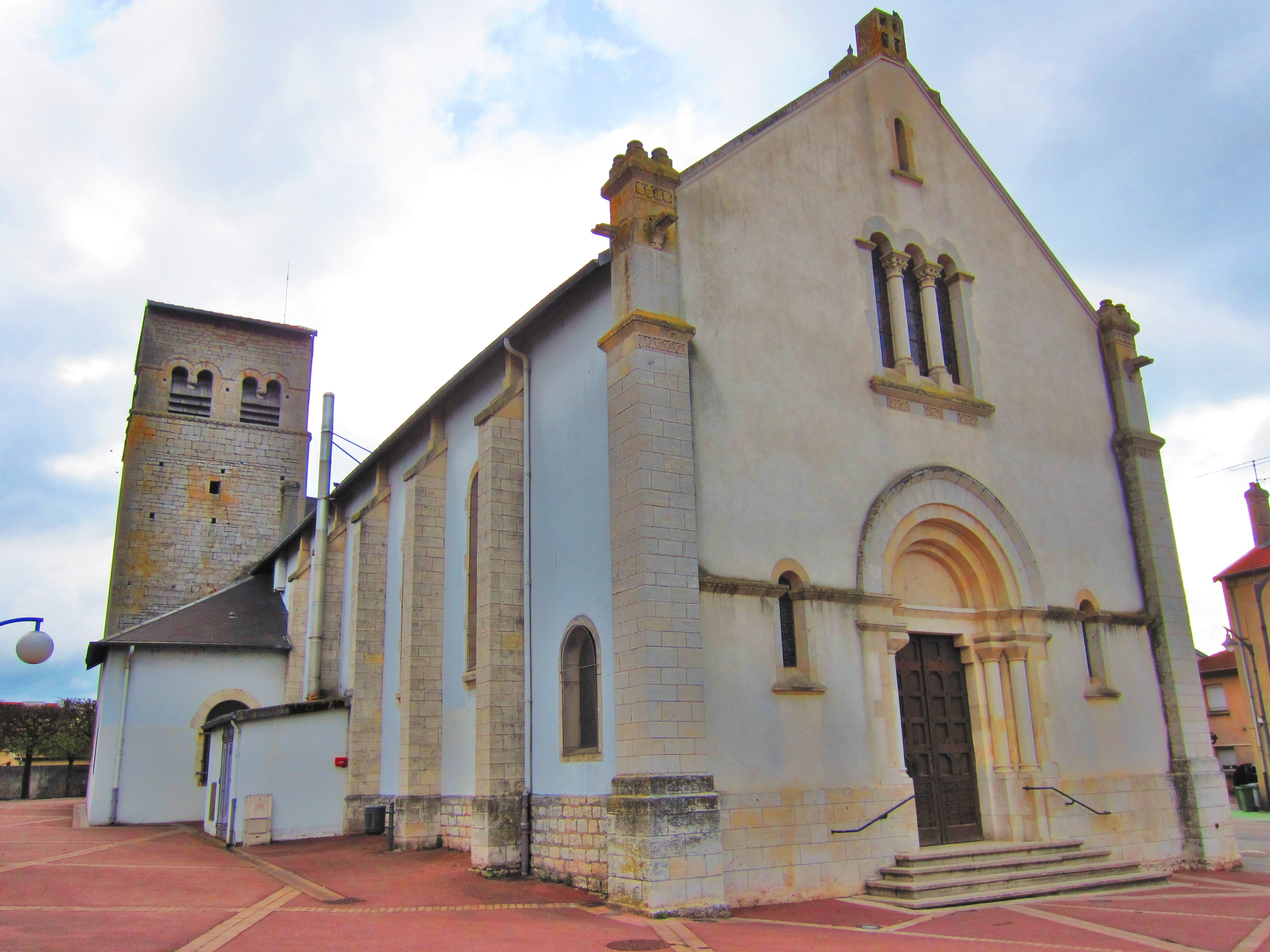
Kościół św. Szczepana (2012)

Blénod-lès-Pont-à-Mousson – miejscowość i gmina we Francji, w regionie Grand Est, w departamencie Meurthe i Mozela.
Według danych na rok 1990 gminę zamieszkiwało 4768 osób, a gęstość zaludnienia wynosiła 498 osób/km² (wśród 2335 gmin Lotaryngii Blénod-lès-Pont-à-Mousson plasuje się na 92. miejscu pod względem liczby ludności, natomiast pod względem powierzchni na miejscu 626.).

## Populacja

Populacja Blénod-lès-Pont-à-Mousson w latach 1962–2008